# Adrià Creus i Boix
Adrià Creus i Boix (* Barcelona, 1957; † Anglès, 10 de maig 2019) era un pintor i educador català d'art. També va treballar en l'àmbit artístic en el camp del teatre com a director, actor i escenògraf.
Adrià Creus va néixer el 1957 a Barcelona com a fill de l'escriptor i predagog Ricard Creus i Marzo i de la pintora i pedagoga Esther Boix i Pons. Va fer carrera com a artista pintor. No obstant això, el seu versàtil talent va fer que també treballés en el camp del teatre com a director, actor i escenògraf. Va ser l'autor del monòleg teatral Ai l'ou l'ou, que va estrenar el 2015 sota la direcció de Pep Fargas al Teatre Principal d'Olot. Va ser membre de la formació teatral La Bambolina d'Anglès.
Ja en la seva infància, Adrià va estar influït per l'Arc de Sant Gervasi, una mena de taller d'art gratuït que els seus pares havien iniciat. Adrià Creus va seguir el camí dels seus pares i va treballar com a professor d'art a l'Institut de Ciències de l'Educació Josep Pallach (ICE) a la Universitat de Girona, i a l'Escola de Bordils (Bordils, província de Girona). Darrerament va ensenyar a Anglès, on va viure després d'estades a Olot i Girona.
Com a pintor, va fonamentar la seva obra temàticament, estructuralment i amb colors sense forçar mai un estil uniforme. Als anys noranta va exposar diverses vegades a la zona de Stuttgart juntament amb el grup d'artistes olotins Cingle Quatre Tavi Algueró, Àngel Rigall, Toni Tort i Enric Solanilla. Els crítics d'art alemanys van caracteritzar l'obra de Creus com a „simbolisme abstracte en tons càlids“ El diari Marbacher Zeitung va escriure: Les obres d'Adrià Creus „es enzisen amb el seu disseny atmosfèric i ingràvid dels motius, que preferiblement han estat manllevats del regne dels sentits i de la imaginació.“